# III. Armeekorps (Wehrmacht)
Das III. Armeekorps der deutschen Wehrmacht, im vollen Titel Generalkommando III. Armeekorps, später III. Armeekorps (mot.) und III. Panzerkorps, war die Bezeichnung für die entsprechende Kommandobehörde, aber auch für den Verband aus mehreren Divisionen und eigenen Korpstruppen, der von diesem Generalkommando geführt wurde und unter dem Oberbefehl einer Armee oder Heeresgruppe stand.

## Geschichte

### Aufstellung
Das III. Armeekorps wurde im Oktober 1934 in Berlin im Wehrkreis III aus der 3. Division der Reichswehr aufgestellt und trug zunächst noch die Tarnbezeichnung Befehlshaber im Wehrkreis III. Erster Kommandierender General wurde Generalleutnant Erwin von Witzleben, der im November 1938 von General der Artillerie Curt Haase abgelöst wurde.

### 1939
Am 26. August 1939 wurde das Korps unter Zurücklassung eines Stellvertretenden Generalkommandos (unter Generalleutnant Franz Maria von Dalwigk zu Lichtenfels) mobilisiert. Beim Angriffskrieg gegen Polen unterstand das Korps der 4. Armee unter General der Artillerie Günther von Kluge, welche der Heeresgruppe Nord unter Generaloberst Fedor von Bock angehörte. Auf dem Vormarsch durch Westpreußen mit der 50. Infanterie-Division und der Brigade Netze (Grenzschutztruppe) erreichte das III. Armeekorps am 4. September 1939 den Nordrand von Bromberg. Der weitere Vormarsch erfolgte über Hohensalza in den Raum Gostynin, wo es vom 13. bis 21. September zu Kämpfen während der Schlacht an der Bzura kam.

### 1940
Nach dem Ende des Polenfeldzugs wurde das Korps im Oktober in die Eifel verlegt, wo es zunächst der 6. Armee, später der 12. Armee unterstellt wurde.
Im Westfeldzug ab Mai 1940 stieß das Korps durch Luxemburg nach Belgien vor, durchbrach die südbelgischen Befestigungen und gelangte in der ersten Angriffsphase in den Raum des französischen Rethel. In der zweiten Phase des Westfeldzugs griff das Korps, dem die 3., 23. und 52. Infanterie-Division unterstellt war über Aisne nach Süden an. Es überschritt nach dem Durchbruch der Weygand-Linie die Marne und Seine und stieß im Raum Luzy bis an die Loire vor. Danach wurde es für kurze Zeit zum Schutz der Demarkationslinie eingesetzt. Ab Mitte Juli 1940 erfolgte die Verlegung nach Polen zur 18. Armee.

### 1941
Nach mehrfach wechselnden Unterstellungen kam das neue III. Armeekorps (mot.) (umbenannt am 21. März 1941) im Mai 1941 zur 6. Armee, die zu Beginn des Russlandfeldzugs der Heeresgruppe Süd (ehem. Heeresgruppe A) angehörte. Beim deutschen Angriff auf die Sowjetunion (22. Juni) war das Korps aus Galizien angesetzt. Am linken Flügel der Panzergruppe 1 eingesetzt, stieß das Korps unter General von Mackensen in Richtung auf Luzk vor und war mit dem XXXXVIII. A.K. maßgeblich an der Panzerschlacht bei Dubno-Rowno beteiligt. Die zugeteilte 25. mot., 13. und 14. Panzerdivision waren danach in Kämpfe an der Stalin-Linie und im Raum Schitomir und Fastow verwickelt, wohin auch die SS-Division Wiking in den Korpsbereich nachgeführt wurde. Das Korps sicherte Ende Juli im Raum Bogusław-Korsun den Dnjepr-Abschnitt nach Osten und stieß dann den Fluss abwärts weiter nach Krementschug vor. Ende August 1941 erreichte das Korps den Dnjepr bei Dnjepropetrowsk und errichtete eine Brückenkopfstellung nach Osten, wohin dem Korps Anfang September die 60. mot. und die 198. I.D. zugeführt wurden.
Nach der Teilnahme an der Schlacht am Asowschen Meer erfolgte der weitere Vormarsch über Mariupol zum Mius nach Taganrog (am 17. Oktober besetzt). Nach einsetzendem Bodenfrost, begann am 17. November gegenüber der sowjetischen 9. Armee der Angriff auf Rostow am Don, die Stadt fiel am 21. November. Nach dem Anfang Dezember durch einen sowjetischen Gegenangriff erzwungenen Rückzug aus Rostow (→ Schlacht um Rostow) verbrachte das Korps in der Mius-Stellung. Am Jahresende waren dem Kommando neben der 13. und 14. Panzer-Division, die SS-Leibstandarte, die 60. motorisierte- und 125. Infanterie-Division unterstellt. Im Süden bildete die Küste des Schwarzen Meeres bei Taganrog den Front-Abschluss, im Norden schloss das XIV. mot. Armeekorps an.

### 1942
Im Februar und März 1942 wurde das Korps bei den Abwehrkämpfen gegen die sowjetische Offensive unter Timoschenko auch als Gruppe Mackensen bezeichnet. Die Verbände griffen dann unter der Führung des neuen Kommandierenden Generals Leo Geyr von Schweppenburg entscheidend in die Schlacht bei Charkow ein. Am 17. Mai begann die Gegenoffensive der übergeordneten Armeegruppe Kleist: die 14. und 16. Panzer-Division sowie 60. motorisierte Division drangen aus dem Raum Barwenkowo nordwärts gegen das Hinterland der sowjetischen Angriffsarmeen vor. Am 19. Mai wurde Isjum erreicht und die Bereka bei Petrowskoje überschritten. Der 14. Panzer-Division gelang am 22. Mai die Einnahme von Gussarowka, damit war die Breite des westlichen sowjetischen Brückenkopfes am Donez mehr als halbiert. Die vier südlich der Stadt Charkow im Angriff stehenden sowjetischen Armeen wurden von der drohenden Einkesselung völlig überrascht. Am 23. Mai konnte sich die Gruppe Mackensen mit der von Norden entgegen stoßenden 3. und 23. Panzer-Division vereinigen. Die eingeschlossenen sowjetischen Truppen versuchten bis 27. Mai nach Südosten auszubrechen, große Teile gerieten in Gefangenschaft, zudem war die starke Frontausbuchtung am westlichen Donez-Ufer beseitigt.
Während der deutschen Sommeroffensive 1942 stieß der ab Juni 1942 als III. Panzerkorps bezeichnete Großverband im Rahmen der 1. Panzerarmee (Heeresgruppe A) über Rostow, Armawir und Maikop bis zum Terek vor. Nach Kämpfen um Naltschik und Ordschonikidse zog sich das Korps nach Einsetzen der sowjetischen Nordkaukasischen Operation aus dem Kaukasus zurück.

### 1943
Im März 1943 folgten Einsätze bei Stalino und Lissitschansk/Slawjansk. Danach wurde das Korps im Raum Charkow aufgefrischt und auf das Unternehmen Zitadelle vorbereitet. Dabei kam es Anfang Juli als Teil der Armeeabteilung Kempf im südöstlichen Vorfeld von Belgorod zum Einsatz. Unterstellt waren dabei die 168. Infanterie-Division, 6. 7. und 19. Panzer-Division, die Schwere Panzerabteilung 503 und die Sturmgeschütz-Abteilung 228. Es folgten bis zum Jahresende Rückzugskämpfe als Teil der 4. Panzer- und 8. Armee bis an den Dnepr.

### 1944
Im Januar und Februar 1944 wurde das Korps erneut aufgefrischt und führte zusammen mit dem XXXXVII. Panzerkorps die Gegenstöße bei Kirowograd und die Entsatzangriffe für den Kessel von Korsun. Während der Kampfhandlungen, bei denen die 1., 16., 17. Panzerdivision und die 1. SS-Panzer-Division eingesetzt waren und die bis zum 18. Februar 1944 andauerten, konnten 728 Panzer der Roten Armee zerstört werden. Von März bis April war es als Teil der 1. Panzerarmee an der Kesselschlacht von Kamenez-Podolski beteiligt. Danach wurde es zur Verfügung der Heeresgruppe Nordukraine gestellt. Infolge der Lwiw-Sandomierz-Operation der Roten Armee im Juli und August 1944 musste sich das Korps bis an die Weichsel zurückziehen, wo es an den Kämpfen um den Baranow-Brückenkopf teilnahm. Im September wurde das Korps wieder nach Ungarn verlegt, wo es wieder der 6. Armee unterstellt wurde. Hier kämpfte es im Oktober bei der Abwehr der sowjetischen Debrecener Operation. Die 1., 23. und 24. Panzer-Division konnten hier drei sowjetische Korps (Kavalleriegruppe Plijew) abschneiden und schlagen; nur kleineren Gruppen gelang am 29. Oktober bei Nyíregyháza der Ausbruch nach Süden. Von November 1944 bis Januar 1945 war das Kommando Teil der Gruppe Breith, die von seinem Kommandierenden General Hermann Breith geführt wurde und der weitere Korpsverbände unterstellt waren. Im November war die Gruppe Breith zentral an der Schlacht um Budapest beteiligt. Wegen der kritischen militärischen Lage in Transdanubien wurde das am 2. Dezember mit der Verteidigung Budapests betraute Generalkommando am 12. Dezember abgezogen und in den Raum Stuhlweißenburg verlegt.

### 1945
Am 7. Januar führte das Korps Entlastungsangriffe, die das zwischen Czolnok und Gran bereits im Kampf befindliche IV. SS-Panzerkorps entlasten sollten. Hierzu hatte die 1., 3. und 23. Panzerdivision im Zusammenwirken mit dem Kavalleriekorps Harteneck Stellungen ostwärts von Mór, südwestlich von Csákberény, nordwestlich von Sárkeresztes bis Székesfehérvár bezogen. Der Vorstoß aus dem südlichen Vértes-Gebirge erfolgte nach Norden in Richtung Csákvár und Bicske. Im März 1945 nahm das Korps an der erfolglosen Plattenseeoffensive teil. Es zog sich über Veszprém und die Raab über Oberwart auf Hartberg zurück. Die unterstellte 1. Panzerdivision führte im Joglland eine letzte Gegenoffensive durch. Gegen im Feistritztal durchgebrochene Feindkräfte erfolgte Ende April ein letzter größerer Angriff der 1. Gebirgs-Division, um eine bedrohliche Lücke am Semmering-Pass zu schließen. Der Frontabschnitt konnte bis Kriegsende gehalten werden. Am 7. Mai erhielt sie den Befehl, sich hinter die Enns zu den Amerikanern abzusetzen. Die restlichen Truppen des Korps gerieten am 8. Mai 1945 zwischen Leoben und Gleisdorf in sowjetische Gefangenschaft.

## Gliederung

### Korpstruppen (Auswahl)
- Arko 3
- Korps-Nachrichten-Abteilung 43
- Korps-Nachschubtruppen 403

### Unterstellte Verbände
| September 1939 - 50. Infanterie-Division - 301. Infanterie-Division (ehemals Brigade Netze) | Mai 1940 - 3. Infanterie-Division - 23. Infanterie-Division - 52. Infanterie-Division                | Juni 1941 - 13. Panzer-Division - 25. Infanterie-Division (mot.) - 14. Panzer-Division              |
| Dezember 1942 - 2. rumänische Gebirgsdivision - 13. Panzer-Division - SS-Division „Wiking“  | Juli 1943 - 7. Panzer-Division - 19. Panzer-Division - 6. Panzer-Division - 168. Infanterie-Division | März 1945 - 25. ungarische Division - 3. Panzer-Division - 1. Panzer-Division - 23. Panzer-Division |

## Kommandierender General
| Dienstgrad                             | Name                       | Datum                                   |
| -------------------------------------- | -------------------------- | --------------------------------------- |
| Generalleutnant/General der Infanterie | Erwin von Witzleben        | 1. Oktober 1934 bis 10. November 1938   |
| General der Artillerie/Generaloberst   | Curt Haase                 | 16. November 1938 bis 13. November 1940 |
| General der Kavallerie                 | Eberhard von Mackensen     | 15. Februar 1941 bis 31. März 1942      |
| General der Panzertruppe               | Leo Geyr von Schweppenburg | 31. März bis 20. Juli 1942              |
| General der Kavallerie                 | Eberhard von Mackensen     | 20. Juli 1942 bis 2. Januar 1943        |
| General der Panzertruppe               | Hermann Breith             | 2. Januar bis 20. Oktober 1943          |
| General der Artillerie                 | Heinz Ziegler              | 20. Oktober bis 25. November 1943       |
| General der Infanterie                 | Friedrich Schulz           | 25. November 1943 bis 9. Januar 1944    |
| General der Panzertruppe               | Hermann Breith             | 9. Januar bis 31. Mai 1944              |
| General der Panzertruppe               | Dietrich von Saucken       | 31. Mai bis 29. Juni 1944               |
| General der Panzertruppe               | Hermann Breith             | 29. Juni 1944 bis 8. Mai 1945           |
| Quelle: Maclean                        |                            |                                         |